# Ахелой (река)
Вижте пояснителната страница за други значения на Ахелой.
Ахелой е река в Югоизточна България, област Бургас (общини Айтос, Бургас и Поморие), вливаща се в Черно море. Дължината ѝ е 39,9 km.
Река Ахелой се образува от сливането на реките Мангърска (лява съставяща) и Арнаутска (дясна съставяща) на 166 m н.в. на около 3 km източно от село Белодол, община Поморие. И двете реки извират от Айтоска планина, източно от село Дрянковец, община Айтос, като за начало се приема Арнаутска река. Тече в широка долина, до село Александрово на изток, а след това на югоизток. Влива се в Черно море до къмпинг „Ахелой“, на 1,2 km южно от град Ахелой.
Площта на водосборния басейн на река Ахелой е 141 km². На север границата на басейна ѝ следи билото на Айтоска планина и го отделя от водосборния басейн на Хаджийска река, а на юг – с водосборния басейн на Айтоска река и с малки къси реки, вливащи се директно в Бургаски залив на Черно море.
Реката е със среден годишен отток от 0,7 m³ при град Ахелой, като максимумът е през февруари и март, а минимумът – август и септември.
По течението на реката са разположени един град и 3 села:
- Община Бургас – Драганово;
- Община Поморие – Медово, Александрово, Ахелой.

Водите на реката се използват главно за напояване, като по течението ѝ е изграден големият язовир „Ахелой“.
Край нея се провежда битката между войските на България, водени от цар Симеон I и Византия на 20 август 917 г.

## Топографска карта
- Лист от карта K-35-43. Мащаб: 1 : 100 000.
- Лист от карта K-35-44. Мащаб: 1 : 100 000.
- Лист от карта K-35-56. Мащаб: 1 : 100 000.